# Ривертон (Ајова)
Ривертон (енгл. Riverton) град је у америчкој савезној држави Ајова. По попису становништва из 2010. у њему је живело 304 становника.

## Демографија
Према попису становништва из 2010. у граду је живело 304 становника, што је 0 (0,0%) становника више него 2000. године.
| Група             | 2000.       | 2010.       |
| Белци             | 300 (98,7%) | 285 (93,8%) |
| Афроамериканци    | 0 (0,0%)    | 2 (0,7%)    |
| Азијати           | 1 (0,3%)    | 2 (0,7%)    |
| Хиспаноамериканци | 0 (0,0%)    | 11 (3,6%)   |
| Укупно            | 304         | 304         |